# Bodljozub
Bodljozub (ventenata; lat. Ventenata), rod travovki, dio podtribusa Ventenatinae, tribus Poeae Potporodica Pooideae.
Rodu pripada, po nekima 4, a po nekima 8 vrsta. jednogodišnjeg raslinja iz Europe i Srednje Azije. U Hrvatskoj je jedna vrsta nježni bodljozub ili nježna ventenata (V. dubia).
Latinsko ime roda dolazi po francuskom botaničaru Étienne Pierre Ventenatu (1757. - 1808.)

## Vrste
1. Ventenata blanchei Boiss.
2. Ventenata dubia (Leers) Coss.
3. Ventenata eigiana (H.Scholz & Raus) Dogan
4. Ventenata subenervis Boiss. & Balansa